# John Beattie (rugbista 1985)
John William Beattie (Glasgow, 21 novembre 1985) è un ex rugbista a 15 britannico, internazionale per la Scozia, che giocava nel ruolo di terza linea centro.

## Biografia
Figlio del terza linea centro scozzese e Lion britannico John Beattie, oltre ad avere iniziato giocato a rugby a livello giovanile John rappresentò anche la Scozia nel cricket e giocò a calcio con i Rangers. Sua sorella Jennifer è una calciatrice internazionale per la Scozia.
Dopo avere deciso di dedicarsi definitivamente al rugby, all'età di 19 anni John Beattie si unì al Glasgow. L'11 novembre 2006 fece il suo debutto internazionale con la Scozia affrontando a Murrayfield la Romania e segnando anche una meta. Il 2 giugno 2012 collezionò una presenza con i Barbarians giocando contro il Galles al Millennium Stadium.
Nel gennaio 2020 ha annunciato il ritiro.

## Dopo il ritiro
Beattie conduce Le French Rugby Podcast, un podcast sul rugby francese con Benjamin Kayser.